# Il Riformista
Il Riformista (in origine Il Nuovo Riformista) è un quotidiano di approfondimento politico fondato il 23 ottobre 2002 da Claudio Velardi e diretto da Antonio Polito, chiuso il 30 marzo 2012 e riaperto il 29 ottobre 2019. È di proprietà dell'imprenditore pregiudicato Alfredo Romeo.
Per quel che concerne la linea editoriale, la testata si dichiara di orientamento libertario e garantista e si oppone a populismo, sovranismo e «giustizialismo».

## Storia

### Il primo periodo (2002-2012)
Ideato da Claudio Velardi, ex consigliere politico di Massimo D'Alema, nasce il 23 ottobre 2002, ed è edito dal Gruppo Tosinvest, finanziaria della famiglia imprenditoriale di Antonio Angelucci, attiva nel mercato delle cliniche private convenzionate del centro-sud Italia; Angelucci inoltre è anche parlamentare di Forza Italia. 
Inizialmente consta di quattro pagine di analisi e commenti concentrati su politica ed economia. Successivamente passa a otto pagine e sviluppa inserti dedicati al mondo dell'attualità e della cultura (come Bookmark, settimanale sull'editoria indipendente, curato per tre anni da Francesco Signor), affermandosi presto nel panorama editoriale nazionale come uno dei principali quotidiani d'opinione.
Dal 20 ottobre 2008 il giornale esce con un nuovo formato, più ridotto, e una foliazione di 32 pagine. Viene abbandonato il caratteristico colore arancione per adottare il colore su tutte le pagine. La nuova impostazione grafica è firmata da Cinzia Leone.
Il 30 dicembre 2010 il fondatore e direttore Polito lascia il giornale. Nel periodo gennaio-aprile 2011 la direzione veniva temporaneamente assunta da Stefano Cappellini (vicedirettore di Polito), nell'attesa del passaggio di proprietà della casa editrice. Dal 1º maggio 2011 il nuovo direttore è Emanuele Macaluso, storico esponente della corrente migliorista del PCI.
Con il numero in edicola il 30 marzo 2012 il giornale ha sospeso le pubblicazioni. Nell'articolo di fondo di commiato ai lettori, Emanuele Macaluso ha scritto: «In queste ultime settimane abbiamo reso noto ai nostri lettori le difficoltà che incontravamo per continuare a pubblicare il Riformista. Oggi con grande amarezza vi diciamo che tutti i tentativi fatti per salvare il salvabile non hanno avuto esito positivo. L'assemblea dei soci, quindi, ha deciso di affidare a un liquidatore l'amministrazione della cooperativa e di sospendere la pubblicazione del giornale».

### Dal 2019 ad oggi
Il 5 luglio 2019 il Gruppo Tosinvest cede la proprietà del quotidiano all'imprenditore Alfredo Romeo, che ne annuncia l'imminente riapertura e la nomina di Piero Sansonetti (ex direttore di Liberazione, L'Ora della Calabria, Cronache di Liberal, Il Dubbio e della rivista Gli Altri) a nuovo direttore. La testata avrebbe dovuto apparire online a partire dal 20 luglio 2019 e nelle edicole a partire dal settembre 2019, ma la riapertura è stata successivamente rinviata al 29 ottobre 2019.
Il 23 ottobre 2019 il nuovo quotidiano viene presentato alla sala stampa della Camera dei Deputati dal direttore Piero Sansonetti e dalla condirettrice Deborah Bergamini. Il 29 ottobre 2019 Il Riformista è tornato in edicola e online.
Il 28 agosto 2020 viene inaugurata l'edizione locale napoletana del quotidiano, sotto la direzione di Marco Demarco. Dal 21 settembre esce tutti i lunedì l'inserto Economia, diretto da Renato Brunetta, economista e deputato di Forza Italia, il quale collaborava già col quotidiano come editorialista. Brunetta si avvale di un comitato scientifico composto da personalità del mondo accademico come Sabino Cassese, Pier Carlo Padoan, Giovanni Tria e Marco Bentivogli.
Il 10 ottobre 2020 Deborah Bergamini lascia la carica di condirettore. Anche Brunetta lascia, dopo l'uscita del quarto numero del settimanale di economia.
Il 5 aprile 2023 Sansonetti annuncia che dal 3 maggio successivo avrebbe lasciato la direzione del quotidiano per assumere quella de l'Unità, mentre la carica di direttore editoriale de Il Riformista sarebbe passata al senatore Matteo Renzi, leader di Italia Viva. Assume la carica di direttore responsabile Andrea Ruggieri, ex deputato di Forza Italia. 
L'11 marzo 2024 la direzione passa ad Alessandro Barbano, che la cede il 17 aprile all'ex editore Claudio Velardi. 
Nel febbraio 2025 Velardi lancia il nuovo inserto settimanale «L'Economista», dedicato all’approfondimento di tematiche economiche, industriali e finanziarie. L’inserto ha anche una declinazione televisiva in partnership con Urania TV, canale 260 della televisione digitale terrestre, e URANIA NEWS su Samsung TV Plus, emittente nazionale interamente dedicata alle istituzioni e alle imprese, edita da Giampiero Zurlo e trasmessa sul multiplex Persidera 3.

## Assetto societario e finanziamenti pubblici
La proprietà della società editrice del quotidiano era originariamente divisa in due quote societarie: il 51% di Claudio Velardi e il 49% del Gruppo Tosinvest, finanziaria della famiglia di Antonio Angelucci, imprenditore attivo nel campo della sanità e parlamentare di Forza Italia.
Fin dalla fondazione il quotidiano è legato al mensile Le Ragioni del Socialismo, edito da Emanuele Macaluso. La rivista è organo ufficiale dell'omonima associazione politica, pertanto accede al fondo statale di sovvenzioni per l'editoria. Nel 2002 Macaluso e Velardi concludono un accordo in base al quale Il Riformista esce come allegato del mensile.
Nel 2006 l'imprenditore Giampaolo Angelucci acquista tutte le quote dell'altro editore, Claudio Velardi: la famiglia Angelucci diventa così proprietaria del 100% della società editrice.
Nel febbraio 2011, l'Autorità per le Garanzie nelle Comunicazioni (Agcom) con la delibera 63/11/CONS, ha sanzionato il senatore Antonio Angelucci per omessa comunicazione di controllo per i giornali Opinioni Nuove Libero Quotidiano (Libero) e Il Nuovo Riformista. La legge prevede che a beneficiare di soldi dallo Stato sia una sola testata per editore, ma Angelucci è risultato proprietario di due testate. Oltre a perdere il diritto ai contributi per gli anni dal 2008 al 2010, Angelucci e la società Tosinvest dovranno restituire i contributi incassati nel 2006 e nel 2007.
Dovendo scegliere tra le due testate, Angelucci ha deciso di mantenere la proprietà di Libero, avviando le trattative per la cessione de Il Riformista all'associazione politica Le Ragioni del Socialismo, cui il quotidiano è legato fin dalla fondazione. Le trattative si sono concluse nell'aprile 2011 con l'acquisizione della società cooperativa editrice da parte di Emanuele Macaluso e Gianni Cervetti (che ne ha assunto la presidenza). Viene ripristinato quindi l'assetto iniziale del quotidiano. A differenza del 2002, Il Riformista esce come organo ufficiale dell'associazione. 
In seguito alla chiusura avvenuta nel 2012, Velardi e Macaluso cedono di nuovo Il Riformista al gruppo Tosinvest. Nel luglio 2019 il gruppo Tosinvest cede a sua volta la proprietà della testata all'imprenditore Alfredo Romeo.
Nel luglio 2019 la testata è stata rilevata dall'imprenditore Alfredo Romeo, che ha rilanciato il giornale e ne è l'attuale proprietario.

## Diffusione sui nuovi media
Il quotidiano ha adottato la tecnologia virtualnewspaper, sistema software che, se integrato con un lettore a schermo tattile, permette di consultare il giornale simulando lo sfogliamento delle pagine. I contenuti del quotidiano sono inoltre disponibili online sul sito ilriformista.it, oltre che pubblicati sulla pagina Facebook del quotidiano stesso.
Nel gennaio 2021 viene annunciato il lancio di una nuova app, disponibile su Google Play e Apple Store, con la quale è possibile leggere le ultime notizie e gli approfondimenti dal sito, nonché la versione pdf del quotidiano.
Nel marzo 2022 viene annunciato il varo del canale web. Diretto da Paolo Liguori, «Riformista Tv» produce notizie costantemente aggiornate, interviste e approfondimenti. Il servizio è pensato per la fruizione on demand.

## Direttori
- Antonio Polito (23 ottobre 2002 – 2006)
- Stefano Cingolani (2006 – 2006)
- Paolo Franchi (giugno 2006 – 5 marzo 2008)
- Antonio Polito (7 marzo 2008 – 31 dicembre 2010)
- Stefano Cappellini (1º gennaio 2011 – 30 aprile 2011)
- Emanuele Macaluso (1º maggio 2011 – 30 marzo 2012)
  - Pubblicazioni sospese (31 marzo 2012 al 28 ottobre 2019)
- Piero Sansonetti (29 ottobre 2019 – 2 maggio 2023)
- Matteo Renzi (direttore editoriale) & Andrea Ruggieri (direttore responsabile) (3 maggio 2023 – 29 febbraio 2024)
- Andrea Ruggieri (1º marzo – 10 marzo 2024)
- Alessandro Barbano (11 marzo – 16 aprile 2024)
- Claudio Velardi (17 aprile 2024 – in carica)

## Principali firme

### Firme del passato
- Peppino Caldarola
- Emanuele Macaluso
- Massimo Bordin
- Giampaolo Pansa (ottobre 2008-dicembre 2010)
- Luca Mastrantonio
- Antonello Piroso
- Piero Sansonetti
- Lucetta Scaraffia
- Cinzia Leone
- Tommaso Labate
- Stefano Ciavatta
- Andrea Di Consoli
- Anna Mazzone
- Marco Alfieri
- Jacopo Tondelli
- Alessandro Da Rold
- Alessandro De Angelis
- Alberto Alfredo Tristano
- Costanza Rizzacasa d'Orsogna
- Tonia Mastrobuoni
- Roberto Festorazzi
- Anna Momigliano
- Sonia Oranges

### Firme del presente
- Maria Elena Boschi;
- Biagio de Giovanni;
- Giovanni Minoli;
- Paolo Guzzanti;
- Fabrizio Cicchitto;
- Luigi Marattin;
- Renato Brunetta;
- Sabino Cassese;
- Pier Carlo Padoan;
- Iuri Maria Prado;
- Luca Longo;
- Marco Bentivogli;
- Teresa Bellanova;
- Aldo Torchiaro
- Giovanni Guzzetta
- Marco Zonetti
- Biagio Marzo
- Tiziana Maiolo
- Umberto Baccolo

## Loghi

Logo in uso dal 2019 al 2023
Logo in uso dal 2023

## Inserti e supplementi
- L'interprete (2002-2012)
- Economia (dal 2020)
- Avanti! della Domenica (2022-2023)
- PQM (dal 2023)
- L’Economista (dal 2025)